# 도큐 이케가미선
도쿄 급행 전철 이케가미 선(일본어: 東急池上線 토큐이케가미센[*])은 도쿄 급행 전철이 운영하는 철도 노선 가운데 하나이다. 일본 도쿄도 시나가와구에 있는 고탄다역과 오타구에 있는 가마타역을 잇는다.

## 노선 정보
- 노선 거리: 10.9 km
- 궤간: 1067mm (협궤)
- 역 수: 15
- 복선 구간: 전 구간
- 전철화 구간: 전 구간 직류 1,500 볼트
- 차단 장치: 자동 차당식
- 보안 장치: 도쿄 급행 전철 ATS

## 차량

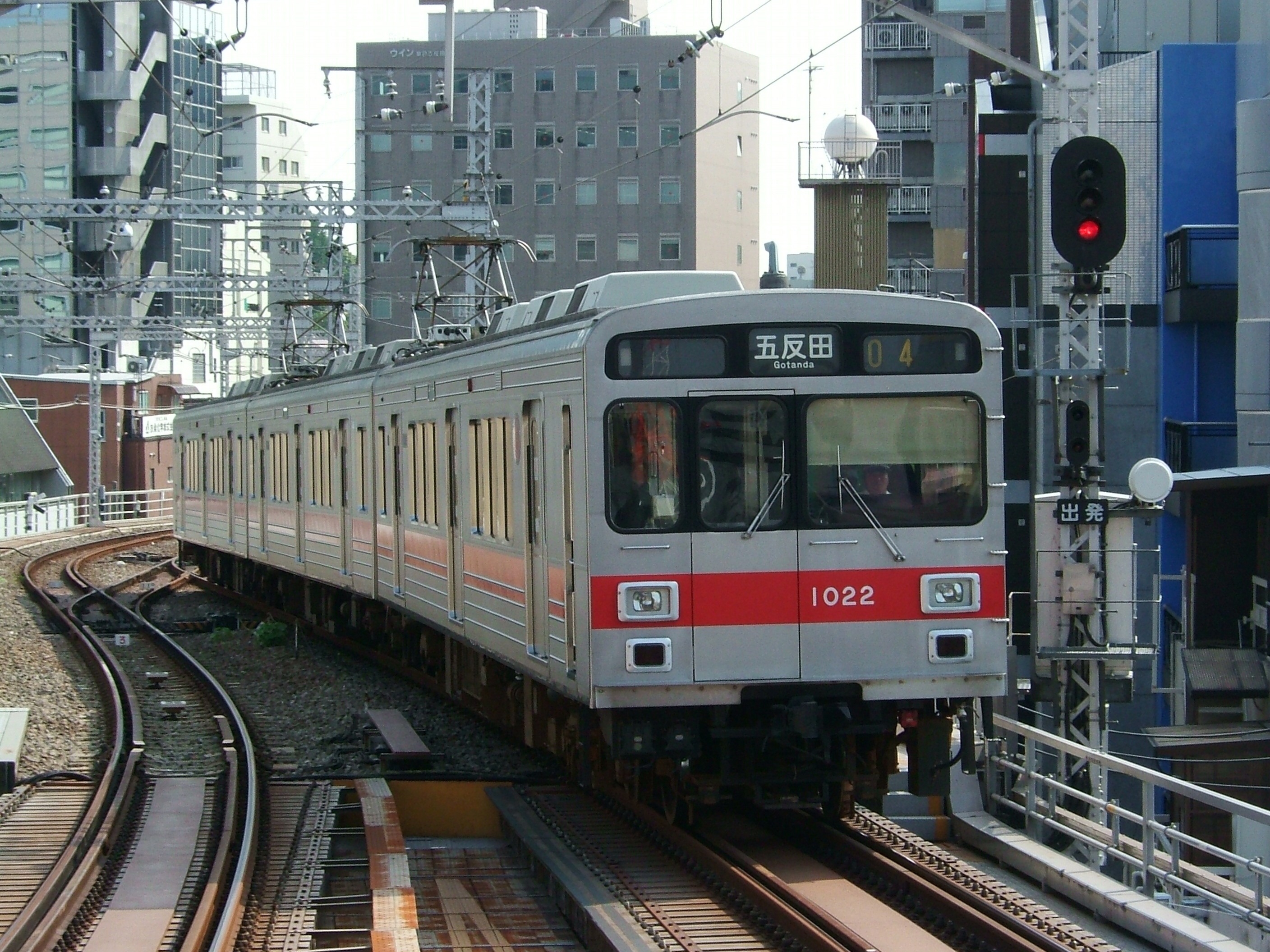
1000계
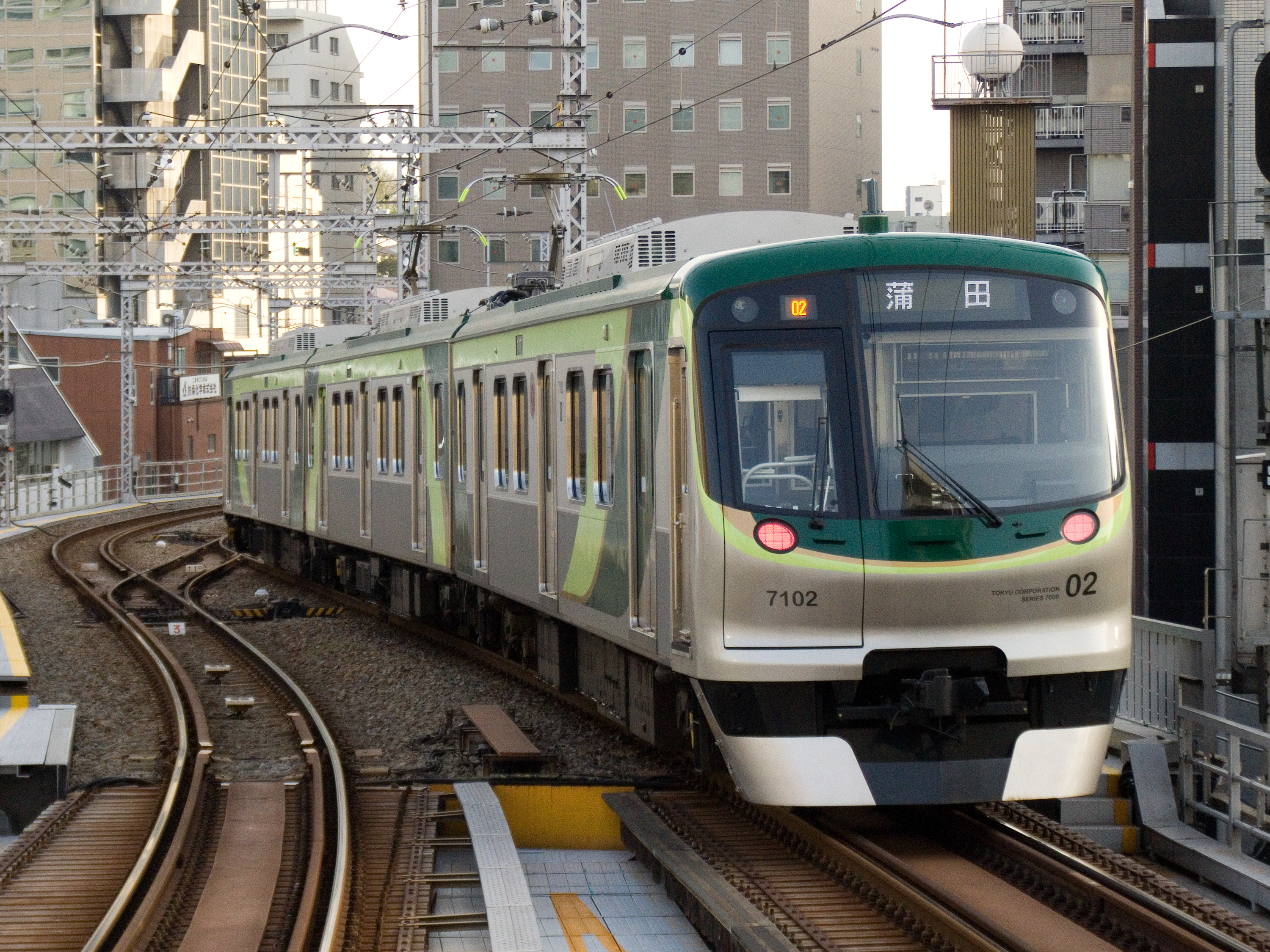
7000계
7600계
7700계

- 1000계
- 7000계
- 7700계
- 7700계

## 역 목록
| 역 번호 | 역명                     | 일어 역명           | 접속 노선                                                    | 역간 거리 | 누적 거리 | 소재지 | 소재지     |
| ------- | ------------------------ | ------------------- | ------------------------------------------------------------ | --------- | --------- | ------ | ---------- |
| IK 01   | 고탄다                   | 五反田              | 야마노테 선 (JY 23) 도쿄 도 교통국 지하철 아사쿠사 선 (A-05) |           | 0.0       | 도쿄도 | 시나가와구 |
| IK 02   | 오사키히로코지           | 大崎広小路          |                                                              | 0.3       | 0.3       | 도쿄도 | 시나가와구 |
| IK 03   | 도고시긴자               | 戸越銀座            | 도쿄 도 교통국 지하철 아사쿠사 선 (도고시 역, A-04)          | 1.1       | 1.4       | 도쿄도 | 시나가와구 |
| IK 04   | 에바라나카노부           | 荏原中延            |                                                              | 0.7       | 2.1       | 도쿄도 | 시나가와구 |
| IK 05   | 하타노다이 (쇼와대학 앞) | 旗の台 (昭和大学前) | 오이마치 선 (OM 06)                                          | 1.0       | 3.1       | 도쿄도 | 시나가와구 |
| IK 06   | 나가하라                 | 長原                |                                                              | 0.6       | 3.7       | 도쿄도 | 오타구     |
| IK 07   | 센조쿠 못                | 洗足池              | 0.6                                                          | 4.3       |           | 도쿄도 | 오타구     |
| IK 08   | 이시카와다이             | 石川台              | 0.6                                                          | 4.9       |           | 도쿄도 | 오타구     |
| IK 09   | 유키가야오쓰카           | 雪が谷大塚          | 0.7                                                          | 5.6       |           | 도쿄도 | 오타구     |
| IK 10   | 온타케산                 | 御嶽山              | 0.8                                                          | 6.4       |           | 도쿄도 | 오타구     |
| IK 11   | 구가하라                 | 久が原              | 0.7                                                          | 7.1       |           | 도쿄도 | 오타구     |
| IK 12   | 지도리초                 | 千鳥町              | 0.9                                                          | 8.0       |           | 도쿄도 | 오타구     |
| IK 13   | 이케가미                 | 池上                | 1.1                                                          | 9.1       |           | 도쿄도 | 오타구     |
| IK 14   | 하스누마                 | 蓮沼                | 1.0                                                          | 10.1      |           | 도쿄도 | 오타구     |
| IK 15   | 가마타                   | 蒲田                | 다마가와 선 (TM 07) 게이힌 도호쿠 선 (JK 17)                 | 0.8       | 10.9      | 도쿄도 | 오타구     |